# Frédéric Faber
Ne doit pas être confondu avec Frederik Faber.
Pour les articles homonymes, voir Faber.
Jules Frédéric Faber (né à Bruxelles le 2 juillet 1837 et mort à Bruxelles le 4 décembre 1884) est un écrivain, bibliophile et historien du théâtre belge, auteur d'une monumentale Histoire du théâtre français en Belgique en 5 volumes (1878-1880).

## Biographie
Petit-fils de Frédéric Théodore Faber, fils d'Henri Emmanuel Faber, artiste et bibliophile, et de Victoire Eugénie Hillemacher (sœur d'Eugène Ernest Hillemacher et de Frédéric Désiré Hillemacher), Frédéric Faber devient commis-greffier au Conseil des mines. Il s'intéresse très tôt à l'histoire du théâtre et poursuit la collection de pièces et de documents historiques initiée par son père. À sa mort, cette collection viendra enrichir considérablement le fonds théâtral de la Bibliothèque royale de Belgique.
En 1880, il était membre de la Société des Bibliophiles de Belgique.
Il avait épousé Marie-Thérèse Ablaÿ, qui défraya la chronique pour empoisonnement. Les circonstances de la mort de Frédéric Faber à 47 ans demeurent d'ailleurs suspectes.

## Publications
- Tableau général des concessions de mines en Belgique, Bruxelles, 1875, lire en ligne sur Gallica.
- Résultats de l'exploitation de la houille dans le Hainaut (1830-1874), Bruxelles, 1877.
- Histoire du théâtre français en Belgique depuis son origine jusqu'à nos jours, d'après des documents inédits reposant aux Archives générales du royaume, Bruxelles, Paris, 1878-1880, 5 volumes.
- Un librettiste du XVIIIe siècle. Jean-Franç. de Bastide en Belgique (1766-1769), Bruxelles, 1880, lire en ligne sur Gallica.
- « La Carrière dramatique de Philippe-François-Nazaire Fabre d'Églantine, membre de la Convention nationale », in Mémoires de la Société des arts et des sciences de Carcassonne, tome IV, 3e partie, 1884.